# Podsaharska Afrika
Podsaharska Afrika je območje in regije afriške celine, ki ležijo južno od Sahare. Sem spadajo Srednja Afrika, Vzhodna Afrika, Južna Afrika in Zahodna Afrika. Geopolitično lahko izraz poleg afriških držav in ozemelj, ki so v celoti v tej določeni regiji, vključuje tudi politične skupnosti, katerih je le del ozemlja v tej regiji, v skladu z definicijo Združenih narodov (ZN). To velja za nestandardizirano geografsko regijo, katere število vključenih držav se giblje od 46 do 48, odvisno od organizacije, ki opisuje regijo (npr. ZN, SZO, Svetovna banka itd.). Afriška unija (AU) uporablja drugačno regionalno razčlenitev, ki priznava vseh 55 držav članic na celini in jih združuje v pet različnih in standardnih regij.
Izraz služi kot skupinski ekvivalent Severni Afriki, ki je namesto tega združena z definicijo MENA (tj. Bližnji vzhod in Severna Afrika), saj je del arabskega sveta, večina severnoafriških držav pa je prav tako članic Arabske lige. Vendar pa Komori, Džibuti, Mavretanija in Somalija (in včasih Sudan) kljub temu, da so tudi članice Arabske lige, geografsko veljajo za del podsaharske Afrike. Program ZN za razvoj na splošno uporablja klasifikacijo podsaharska za 46 od 55 afriških držav, razen Džibutija, SADR, Somalije in Sudana.[6] Koncept so znanstveniki na obeh straneh Sahare kritizirali kot rasistično konstrukcijo.
Od približno leta 3900 pr. n. št. sta saharska in podsaharska regija Afrike ločeni zaradi izjemno ostrega podnebja redko poseljene Sahare, ki tvori učinkovito oviro, ki jo v Sudanu prekinja le Nil, čeprav je plovbo po Nilu ovirala reka Sudd in rečni katarakti. Teorija saharske črpalke pojasnjuje, kako sta rastlinstvo in živalstvo (vključno s Homo sapiensom) zapustili Afriko in prodrli v Evrazijo in naprej. Afriška pluvialna obdobja so povezana s fazo "mokre Sahare", v kateri so obstajala večja jezera in več rek.

## Podnebni pasovi in ekoregije
Podsaharska Afrika ima široko paleto podnebnih pasov ali biomov. Zlasti Južna Afrika in Demokratična republika Kongo veljata za megaraznoliki državi. Imata suho zimsko sezono in vlažno poletno sezono.
- Sahel se razteza čez vso Afriko na zemljepisni širini približno od 10° do 15° severne. Med državami, ki vključujejo dele Sahare na svojem severnem ozemlju in dele Sahela na svojem južnem območju, so Mavretanija, Mali, Niger, Čad in Sudan. Sahel ima vroče polsušno podnebje.
- Južno od Sahela se od Atlantskega oceana do Etiopskega višavja razteza pas savane (zahodna in vzhodna sudanska savana). Med savanami in ekvatorialnimi gozdovi ležita bolj vlažen gvinejski in severnokongolski gozdno-savanski mozaik.
- Afriški rog vključuje vroče puščavsko podnebje vzdolž obale, vendar je vroče polsušno podnebje veliko bolj prisotno v notranjosti, v nasprotju s savano in vlažnimi širokolistnimi gozdovi v Etiopskem višavju.
- Tropska Afrika obsega tropski deževni gozd, ki se razteza vzdolž južne obale Zahodne Afrike in čez večji del osrednje Afrike (Kongo) zahodno od Afriških velikih jezer.
- V vzhodni Afriki se gozdovi, savane in travniki nahajajo v ekvatorialnem območju, vključno z ekosistemom Serengetija v Tanzaniji in Keniji.
- V visokogorju in gorskih verigah vzhodne Afrike, od Etiopskega višavja do Južne Afrike, najdemo značilne afromontanske gozdove, travnike in grmičevje.
- Južno od ekvatorialnih gozdov sta zahodni in južni kongolski gozdno-savanski mozaik prehodna območja med tropskimi gozdovi in gozdnim pasom miombo, ki se razteza čez celino od Angole do Mozambika in Tanzanije.
- Puščavi Namib in Kalahari ležita v južni Afriki in ju obdajajo polpuščave, vključno z regijo Karu v Južni Afriki. Travišča Bushveld ležijo vzhodno od puščav.
- Kapska floristična regija je na južnem koncu Afrike in je dom raznolikih subtropskih in zmernih gozdov, gozdnatih površin, travnikov in grmičevja.

## Zgodovina

### Prazgodovina
Po paleontologiji je bila anatomija lobanje zgodnjih hominidov podobna anatomiji njihovih bližnjih bratrancev, velikih afriških gozdnih opic, goril in šimpanzov. Vendar so sprejeli dvonožno gibanje in proste roke, kar jim je dalo ključno prednost, ki jim je omogočila življenje tako v gozdnatih območjih kot na odprti savani v času, ko se je Afrika izsuševala, savana pa je posegala v gozdnata območja. To se je zgodilo pred 10 do 5 milijoni let.
Pred 3 milijoni let se je v južni, vzhodni in osrednji Afriki razvilo več vrst avstralopitekov. Bili so uporabniki orodja in ne njegovi proizvajalci. Naslednji večji evolucijski korak se je zgodil okoli leta 2,3 milijona pr. n. št., ko so primitivna kamnita orodja uporabljali za iskanje po truplih živali, ki so jih ubili drugi plenilci, tako zaradi mesa kot zaradi mozga. Pri lovu H. habilis najverjetneje ni bil sposoben konkurirati velikim plenilcem in je bil bolj plen kot lovec, čeprav je H. habilis verjetno kradel jajca iz gnezd in je morda lahko ujel majhno divjad ter oslabil večji plen, kot so mladiči in starejše živali. Orodja so bila razvrščena kot Olduvan.
Pred približno 1,8 milijona let se je Homo ergaster prvič pojavil v fosilnih zapisih v Afriki. Iz Homo ergasterja se je pred 1,5 milijona let razvil Homo erectus (pokončni človek). Nekateri zgodnejši predstavniki te vrste so imeli majhne možgane in so uporabljali primitivno kamnito orodje, podobno kot H. habilis. Možgani so kasneje postali večji in H. erectus je sčasoma razvil bolj zapleteno tehnologijo kamnitega orodja, imenovano ašelsko. H. erectus, potencialno prvi hominid, ki se je ukvarjal z lovom, je obvladal umetnost kurjenja ognja. Bili so prvi hominidi, ki so zapustili Afriko, nato kolonizirali celoten Stari svet in morda kasneje dali povod za nastanek Homo floresiensis. Čeprav nekateri novejši avtorji menijo, da je bil H. georgicus, potomec H. habilis, prvi in najbolj primitivni hominid, ki je kdaj živel zunaj Afrike, mnogi znanstveniki menijo, da je bil H. georgicus zgodnji in primitivni član vrste H. erectus.
Fosilni in genetski dokazi kažejo, da se je Homo sapiens razvil v vzhodni in južni Afriki pred približno 350.000 do 260.000 leti in se postopoma v valovih selil po celini. Pred 50.000 in 60.000 leti je njihova širitev iz Afrike sprožila kolonizacijo planeta s strani sodobnih ljudi. Do 10.000 pr. n. št. se je Homo sapiens razširil po vseh koncih sveta. To razpršitev človeške vrste kažejo jezikovni, kulturni in genetski dokazi.
V 11. tisočletju pred našim štetjem so lončarstvo neodvisno izumili v Zahodni Afriki, najstarejša lončarstvo tam pa izvira iz osrednjega Malija iz leta 9400 pr. n. št. Razširilo se je po Sahelu in južni Sahari.
Ko je Sahara postala puščava, za popotnike med severom in jugom ni predstavljala popolnoma neprehodne ovire zaradi uporabe živinoreje za prenašanje vode, hrane in zalog čez puščavo. Pred uvedbo kamel je bila uporaba volov, mul in konj za prečkanje puščave pogosta, trgovske poti pa so sledile verigam oaz, ki so bile razpotegnjene čez puščavo. Transsaharska trgovina je bila v polnem teku leta 500 pr. n. št., Kartagina pa je bila glavna gospodarska sila za njen nastanek. Domneva se, da so kamelo prvič pripeljali v Egipt, potem ko je Ahemenidsko cesarstvo leta 525 pr. n. št. osvojilo Egipt, čeprav velike črede v Severni Afriki niso postale dovolj pogoste, da bi bile kamele izbrana tovorna žival za transsaharsko trgovino.

### Zahodna Afrika
Širjenje Bantujcev je veliko migracijsko gibanje, ki je nastalo v zahodni osrednji Afriki (morda okoli Kameruna) okoli leta 2500 pr. n. št., vzhodno in osrednjo Afriko pa je doseglo do leta 1000 pr. n. št., južno Afriko pa v zgodnjih stoletjih n. št.
Mestna država Djenné-Djenno je cvetela od leta 250 pr. n. št. do leta 900 n. št. in je vplivala na razvoj Ganskega cesarstva. Kultura Nok v Nigeriji (ki je trajala od 1500 pr. n. št. do 200 n. št.) je znana po vrsti terakotne figure.[36] V južni Sahari in Sahelu je obstajalo več srednjeveških imperijev, ki so temeljili na transsaharski trgovini, vključno z Ganskim cesarstvom in Malijskim imperijem, Songajskim imperijem, Kanemskim imperijem in kasnejšim Bornujskim imperijem. Gradili so kamnite strukture, kot v Tičitu, vendar večinoma iz opeke. Velika mošeja v Djenneju najbolj odraža sahelsko arhitekturo in je največja stavba iz opeke na svetu.
V gozdnem pasu je nastalo več držav in imperijev, kot so država Bono, Akvamu in drugi. Ašantski imperij je nastal v 18. stoletju na ozemlju današnje Gane. Kraljevino Nri so ustanovili Igbo v 11. stoletju. Nri je bilo znano po tem, da je imel kralja-duhovnika, ki ni imel vojaške moči. Nri je bila redka afriška država, ki je bila zatočišče za osvobojene sužnje in izobčence, ki so iskali zatočišče na njihovem ozemlju. Med drugimi večjimi državami sta bili kraljestvi Ifẹ in Oyo v zahodnem bloku Nigerije, ki sta postali pomembni okoli leta 700–900 oziroma 1400 in središče jorubske kulture. Jorubi so okoli svojih mest zgradili ogromne zidove iz blata, najbolj znano pa je Sungbo Eredo. Drugo pomembno kraljestvo v jugozahodni Nigeriji je bilo kraljestvo Benin, katerega moč je trajala med 15. in 19. stoletjem. Njihova prevlada je segala vse do znanega mesta Eko, ki so ga portugalski trgovci in drugi zgodnji evropski naseljenci poimenovali Lagos. Prebivalci Benina, ki govorijo jezik Edo, so znani po svojih slavnih bronastih odlitkih in bogatih koralih, bogastvu, starodavni znanosti in tehnologiji ter Beninskih zidovih, eni najdaljših umetnih struktur na svetu.
V 18. stoletju sta bili konfederaciji Oyo in Aro odgovorni za večino sužnjev, izvoženih iz sodobne Nigerije, in jih prodajali evropskim trgovcem s sužnji. Po napoleonskih vojnah so Britanci razširili svoj vpliv v notranjost Nigerije. Leta 1885 so britanske zahteve po zahodnoafriški vplivni sferi prejele mednarodno priznanje, naslednje leto pa je bila pod vodstvom sira Georgea Goldieja ustanovljena družba Royal Niger Company. Leta 1900 je ozemlje družbe prišlo pod nadzor britanske vlade, ki si je prizadevala utrditi svoj vpliv nad območjem sodobne Nigerije. 1. januarja 1901 je Nigerija postala britanski protektorat kot del Britanskega imperija, takrat vodilne svetovne sile. Nigerija je svojo neodvisnost dobila leta 1960 v obdobju dekolonizacije.

### Srednja Afrika
Arheološke najdbe v Srednji Afriki dokazujejo človeško naselitev, ki lahko sega več kot 10.000 let nazaj. Po Zangatu in Hollu obstajajo dokazi o taljenju železa v Srednjeafriški republiki in Kamerunu, ki lahko segajo v obdobje od 3000 do 2500 pr. n. št. V Zilumu v Čadu so nedavno odkrili obsežna obzidana najdišča in naselja. Območje se nahaja približno 60 km jugozahodno od Čadskega jezera in je bilo z radiokarbonsko analizo datirano v prvo tisočletje pr. n. št.
Trgovina in izboljšane kmetijske tehnike so podpirale bolj sofisticirane družbe, kar je vodilo do zgodnjih civilizacij Sao, Kanem, Bornu, Shilluk, Baguirmi in Wadai.
Po migraciji Bantujcev v Srednjo Afriko v 14. stoletju je v jugovzhodnem Kongu nastalo kraljestvo Luba pod kraljem, čigar politična avtoriteta je izhajala iz verske, duhovne legitimnosti. Kraljestvo je nadzorovalo kmetijstvo in regionalno trgovino s soljo in železom s severa ter bakrom iz zambijsko-kongoškega bakrenega pasu.
Rivalne kraljevske frakcije, ki so se odcepile od kraljestva Luba, so se kasneje preselile med ljudstvo Lunda, se poročile z njegovo elito in v 16. stoletju postavile temelje Lundskega imperija. Vladajoča dinastija je centralizirala oblast med Lundami pod vodstvom Mvata Jamjo ali Mvaant Jaav. Legitimnost Mvata Jamjoja, tako kot legitimnost kralja Luba, je izhajala iz tega, da so ga imeli za duhovnega verskega varuha. Ta imperialni kult ali sistem božanskih kraljev se je razširil na večino osrednje Afrike zaradi tekmecev v kraljestvu, ki so se selili in oblikovali nove države. Številne nove države so pridobile legitimnost s trditvijo, da izvirajo iz dinastij Lunda.
Kraljestvo Kongo je obstajalo od atlantskega zahoda do reke Kvango na vzhodu. V 15. stoletju se je kmetijska skupnost Bakongo združila s prestolnico M'banza-Kongo pod kraljevim nazivom Manikongo. Med drugimi pomembnimi državami in ljudstvi so bile kraljestvo Kuba, proizvajalke znane rafije, vzhodna Lunda, Bemba, Burundi, Ruanda in kraljestvo Ndongo.

### Vzhodna Afrika

#### Sudan
Nubija, ki jo pokriva današnji severni Sudan in južni Egipt, so Grki imenovali Etiopija ('dežela ožganega obraza'). Nubija v svoji največji fazi velja za najstarejšo urbano civilizacijo podsaharske Afrike. Nubija je bila glavni vir zlata za antični svet. Nubijci so zgradili znane strukture in številne piramide. Sudan, najdišče starodavne Nubije, ima več piramid kot kjer koli drugje na svetu.

#### Afriški rog
Aksumsko kraljestvo se je raztezalo čez južno Saharo, južno Arabijo in Sahel vzdolž zahodne obale Rdečega morja. Aksum, ki je v severni Etiopiji in Eritreji, je bil močno vpleten v trgovinsko mrežo med Indijo in Sredozemljem. Izvira iz protoaksumitskega obdobja železne dobe (ok. 4. stoletje pr. n. št.) in je postal pomemben do 1. stoletja n. št. Aksumiti so zgradili monolitne stele, s katerimi so prekrivali grobove svojih kraljev, kot je na primer stela kralja Ezana. Kasnejša dinastija Zagve, ustanovljena v 12. stoletju, je gradila cerkve iz trdne skale. Med temi skalnimi strukturami je cerkev sv. Jurija v Lalibeli.
V starodavni Somaliji so cvetele mestne države, kot so Opone, Mosillon in Malao, ki so se s Sabejci, Parthi in Aksumiti potegovale za bogato indo-grško-rimsko trgovino.
V srednjem veku je v trgovini v regiji prevladovalo več močnih somalskih imperijev, vključno z Ajuranskim sultanatom, ki je blestel v hidravličnem inženirstvu in gradnji trdnjav,[49] sultanatom Adal, katerega general Ahmed Gurey je bil prvi afriški poveljnik v zgodovini, ki je na celini uporabil topniško vojskovanje med Adalovim osvajanjem Etiopskega cesarstva, in sultanatom Geledi, katerega vojaška prevlada je prisilila guvernerje omanskega cesarstva severno od mesta Lamu, da so plačali davek somalskemu sultanu Ahmedu Jusufu.
- Orodje za sekanje kamnov iz soteske Olduvai
- Skulptura Nok, terakota, Louvre
- Izmišljen portret Nzinge, kraljice kraljestev Ndongo in Matamba
- Sfinga nubijskega cesarja Taharke
- Kamnito mesto Gonderše, Somalija
- Fasil Gebi, Etiopija

#### Jugovzhodna Afrika
Po teoriji o nedavnem afriškem izvoru sodobnih ljudi, ki je prevladujoče stališče v znanstveni skupnosti, vsi ljudje izvirajo iz jugovzhodne Afrike ali Afriškega roga. V 1. tisočletju našega štetja so se v regijo preselila nilotska in bantujsko govoreča ljudstva, ki danes predstavljajo tri četrtine prebivalstva Kenije.
Na obalnem delu jugovzhodne Afrike se je mešana bantujska skupnost razvila prek stikov z muslimanskimi arabskimi in perzijskimi trgovci, kar je privedlo do razvoja mešanih arabskih, perzijskih in afriških svahilijskih mestnih držav. Svahilijska kultura, ki je nastala iz teh izmenjav, kaže na številne arabske in islamske vplive, ki jih v tradicionalni bantujski kulturi ni videti, prav tako pa tudi številni afroarabski člani svahilijskega ljudstva Bantu. Ker je bila prvotna govorna skupnost osredotočena na obalne dele Tanzanije (zlasti Zanzibarja) in Kenije – obale, imenovane svahilska obala – jezik Bantu svahili vsebuje veliko arabskih izposojenk kot posledico teh interakcij.
Najzgodnejši prebivalci Bantu na jugovzhodni obali Kenije in Tanzanije, s katerimi so se srečali ti poznejši arabski in perzijski naseljenci, so bili različno identificirani s trgovskimi naselji Rhapta, Azania in Menouthias, omenjenimi v zgodnjih grških in kitajskih spisih od leta 50 do 500 n. št. Ti zgodnji spisi morda dokumentirajo prvi val naseljencev Bantu, ki so med selitvijo dosegli jugovzhodno Afriko.
Med 14. in 15. stoletjem so se pojavila velika srednjeveška kraljestva in države jugovzhodne Afrike, kot so kraljestva Buganda, Bunjoro in Karagve v Ugandi in Tanzaniji.
V zgodnjih 1960-ih so države jugovzhodne Afrike dosegle neodvisnost od kolonialne oblasti.

### Južna Afrika (regija)
Naselja bantujsko govorečih ljudstev, ki so bili kmetovalci in pastirji, ki so uporabljali železo, so bila že v 4. ali 5. stoletju prisotna južno od reke Limpopo, pri čemer so izpodrinili in absorbirali prvotne kojsanske govorce. Počasi so se preselili proti jugu, najstarejše železarne v današnji provinci KwaZulu-Natal pa naj bi izvirale iz okoli leta 1050. Najjužnejša skupina so bili ljudje Xhosa, katerih jezik vključuje nekatere jezikovne značilnosti prejšnjih kojsanskih prebivalcev. Dosegli so Ribjo reko v današnji provinci Vzhodna Kaplandija. Monomotapa je bilo srednjeveško kraljestvo (ok. 1250–1629), ki je obstajalo med rekama Zambezi in Limpopo v Južni Afriki na ozemlju današnjega Zimbabveja in Mozambika. Njegova stara prestolnica je bila Veliki Zimbabve.
Leta 1487 je Bartolomeu Dias postal prvi Evropejec, ki je dosegel najjužnejšo konico Afrike. Leta 1652 je Jan van Riebeeck v imenu Nizozemske vzhodnoindijske družbe na Rtu dobrega upanja ustanovil oskrbovalno postajo. Večino 17. in 18. stoletja je bilo počasi rastoče naselje v lasti Nizozemske. Leta 1795 so nizozemsko kolonijo med francoskimi revolucionarnimi vojnami zavzeli Britanci. Britanci so nameravali Cape Town uporabljati kot glavno pristanišče na poti v Avstralijo in Indijo. Kasneje, leta 1803, so ga vrnili Nizozemcem, a kmalu zatem je Nizozemska vzhodnoindijska družba razglasila stečaj, Nizozemci (zdaj pod francoskim nadzorom) in Britanci pa so se znova znašli v vojni. Britanci so nizozemsko posest ponovno zavzeli v bitki pri Blaauwbergu, ki ji je poveljeval sir David Blair. Zulujsko kraljestvo je bila južnoafriška plemenska država na območju današnjega KwaZulu-Natala v jugovzhodni Južni Afriki. Majhno kraljestvo je pridobilo svetovno slavo med in po porazu v anglo-zulujski vojni. V 1950-ih in zgodnjih 1960-ih je večina držav podsaharske Afrike dosegla neodvisnost od kolonialne oblasti.

## Demografija

### Prebivalstvo
Glede na revizijo Svetovnih populacijskih obetov iz leta 2022 je bilo v podsaharski Afriki leta 2019 1,1 milijarde prebivalcev. Trenutna stopnja rasti je 2,3 %. ZN napovedujejo, da bo v regiji do leta 2050 prebivalstvo med 2 in 2,5 milijarde[71] z gostoto prebivalstva 80 na km2 v primerjavi s 170 v Zahodni Evropi, 140 v Aziji in 30 v Ameriki.
Podsaharske afriške države so na vrhu seznama držav in ozemelj po stopnji rodnosti, saj jih je 40 od 50 z najvišjo stopnjo rodnosti, vse pa so imele leta 2008 stopnjo rodnosti večjo od 4. Vse so nad svetovnim povprečjem, razen Južne Afrike in Sejšelov. Več kot 40 % prebivalstva v podsaharskih državah je mlajših od 15 let, prav tako pa tudi v Sudanu, z izjemo Južne Afrike.

### Jeziki in etnične skupine
Podsaharska Afrika vsebuje več kot 1500 jezikov.

#### Afroazijski jezik
Z izjemo izumrle sumerščine (jezikovnega izolata) iz Mezopotamije ima afroazijski jezik najstarejšo dokumentirano zgodovino od vseh jezikovnih družin na svetu. Egiptovščina je bila zabeležena že leta 3200 pr. n. št. Semitska veja je bila zabeležena že leta 2900 pr. n. št. v obliki akadskega jezika Mezopotamije (Asirija in Babilon) in okoli leta 2500 pr. n. št. v obliki eblaitskega jezika severovzhodne Sirije.
Razširjenost afroazijskih jezikov v Afriki je predvsem skoncentrirana v Severni Afriki in na Afriškem rogu. Jeziki, ki pripadajo berberski veji družine, se govorijo predvsem na severu, njihovo govorno območje pa sega v Sahel (severna Mavretanija, severni Mali, severni Niger). Kušitska veja afroazijskih jezikov je osredotočena na Afriškem rogu in se govori tudi v dolini Nila in delih območja Velikih afriških jezer. Poleg tega je semitska veja družine v obliki arabščine široko govorjena v delih Afrike, ki so znotraj arabskega sveta. Južnosemitski jeziki se govorijo tudi v delih Afriškega roga (Etiopija, Eritreja). Čadska veja je razširjena v Srednji in Zahodni Afriki. Havščina, njen najbolj razširjen jezik, služi kot lingua franca v Zahodni Afriki (Niger, Gana, Togo, Benin, Kamerun in Čad).

#### Kojsanščina
Več družin, ki jih združuje izraz Koi-San, vključuje jezike, ki so avtohtoni v Južni Afriki in Tanzaniji, čeprav se zdi, da so se nekateri, kot so jeziki Koi, preselili na svoje trenutne lokacije nedolgo pred širitvijo Bantujcev. V Južni Afriki so njihovi govorci Kojkoj in San (Grmičarji), v Jugovzhodni Afriki pa Sandave in Hadza.

#### Niger-Kongo
Niger-Kongo družina je največja na svetu glede na število jezikov (1436), ki jih vsebuje. Velika večina jezikov te družine je tonalnih, kot sta jorubščina in igboščina. Vendar pa drugi, kot so fulaniščina, volofščina in kisvahili, niso. Glavna veja niger-kongo jezikov je bantujščina, ki pokriva večje geografsko območje kot preostali del družine. Govorci bantujščine predstavljajo večino prebivalstva v južni, osrednji in jugovzhodni Afriki, čeprav v teh regijah najdemo tudi skupine San, Pigmejci in Niloti. Govorce bantujščine najdemo tudi v delih osrednje Afrike, kot so Gabon, Ekvatorialna Gvineja in južni Kamerun. Svahili, bantujski jezik s številnimi arabskimi, perzijskimi in drugimi bližnjevzhodnimi in južnoazijskimi izposojenkami, se je razvil kot lingua franca za trgovino med različnimi ljudstvi v jugovzhodni Afriki. V puščavi Kalahari v južni Afriki že dolgo živijo izraziti ljudje, znani kot Bušmani (tudi "San", tesno povezani z Hotentoti, a drugačni od njih). Sani kažejo edinstvene fizične lastnosti in so avtohtoni prebivalci južne Afrike. Pigmejci so avtohtoni prebivalci osrednje Afrike pred Bantujci.

#### Nilosaharski jezik
Nilosaharski jeziki so skoncentrirani v zgornjih delih rekah Čara in Nil v osrednji Afriki in jugovzhodni Afriki. Govorijo jih predvsem nilotska ljudstva, govorijo pa jih tudi v Sudanu med ljudstvi Fur, Masalit, Nubijci in Zaghava ter v zahodni in osrednji Afriki med ljudstvi Songhai, Zarma in Kanuri. Stari nubijski jezik je prav tako član te družine.
- Jorubski bobnarji (Niger-Kongo)
- San moški (Kojsani)
- Masajske ženske in otroci (Nilo-saharski)
- Sanske ženske (afroazijske)
- Burska evropska afriška družina (indoevropska)

## Velika mesta
Podsaharska Afrika ima več velikih mest. Lagos je mesto v nigerijski zvezni državi Lagos. Mesto je skupaj s sosednjim somestjem najbolj naseljeno v Nigeriji in drugo najbolj naseljeno v Afriki za Kairom v Egiptu. Je eno najhitreje rastočih mest na svetu in tudi ena najbolj naseljenih urbanih aglomeracij. Lagos je pomembno finančno središče v Afriki; to velemesto ima najvišji BDP, v njem pa je tudi Apapa, eno največjih in najbolj prometnih pristanišč na celini.
Dar es Salaam je nekdanja prestolnica in najbolj naseljeno mesto v Tanzaniji; je regionalno pomembno gospodarsko središče. Je se na svahilijski obali.
Johannesburg je največje mesto v Južni Afriki. Je glavno mesto province in največje mesto v Gautengu, ki je najbogatejša provinca v Južni Afriki. Čeprav Johannesburg ni eno od treh glavnih mest Južne Afrike, je sedež ustavnega sodišča. Mesto je v hribovju Witwatersrand, bogatem z minerali, in je središče obsežne trgovine z zlatom in diamanti.
Nairobi je glavno in največje mesto Kenije. Ime izvira iz masajske fraze Enkare Nyrobi, ki v prevodu pomeni »hladna voda«, kar se nanaša na reko Nairobi, ki teče skozi mesto. Mesto je popularno imenovano Zeleno mesto na soncu.
Druga večja mesta v podsaharski Afriki so Abiddžan, Cape Town, Kinšasa, Luanda, Mogadiš in Adis Abeba.

## Gospodarstvo
Sredi leta 2010 je zasebni kapital – predvsem iz članic BRICS, naložbenih portfeljev zasebnega sektorja in nakazil – začel presegati uradno razvojno pomoč.
Od leta 2011 je Afrika ena najhitreje razvijajočih se regij na svetu. Šest od desetih najhitreje rastočih gospodarstev na svetu v prejšnjem desetletju je bilo južno od Sahare, preostala štiri pa v vzhodni in srednji Aziji. Po podatkih Svetovne banke se je stopnja gospodarske rasti v regiji leta 2013 povečala na 4,7 %. Ta nadaljnja rast je bila posledica naraščajočih naložb v infrastrukturo in vire ter stabilnih izdatkov na gospodinjstvo.
Leta 2019 je v podsaharski Afriki 424 milijonov ljudi živelo v hudi revščini. Leta 2022 naj bi zaradi pandemije COVID-19 in ruske invazije na Ukrajino 460 milijonov ljudi – kar je 36 milijonov več kot v samo treh letih – živelo v skrajni revščini. Javni dolg podsaharske Afrike se je z 28 % bruto domačega proizvoda leta 2012 povečal na 50 % bruto domačega proizvoda leta 2019. Pandemija COVID-19 je povzročila, da se je leta 2021 povečal na 57 % bruto domačega proizvoda.
Podsaharska Afrika je bila hudo prizadeta, ko so se vladni prihodki zmanjšali z 22 % BDP leta 2011 na 17 % leta 2021. 15 afriških držav je bilo (ali je) izpostavljenih znatnemu tveganju dolga, 7 pa jih je bilo (2021) v finančni krizi. Regija je leta 2021 prejela posebne pravice črpanja MDS v višini 23 milijard dolarjev za pomoč pri kritični javni porabi.

### Nafta in minerali
Regija je glavna izvoznica zlata, urana, kroma, vanadija, antimona, koltana, boksita, železove rude, bakra in mangana v svet. Južna Afrika skupaj z Gabonom in Gano skupaj dobavlja več kot 60 % svetovnega mangana in je tudi glavna izvoznica kroma. Ocena iz leta 2001 je, da se 42 % svetovnih rezerv kroma nahaja v Južni Afriki. Južna Afrika je največja proizvajalka platine, z 80 % celotne svetovne letne proizvodnje rudnikov in 88 % svetovnih rezerv platine. Podsaharska Afrika proizvede 33 % svetovnega boksita, pri čemer je Gvineja glavna dobaviteljica. Zambija je glavna proizvajalka bakra. Demokratična republika Kongo je glavni vir koltana. Proizvodnja iz DR Kongo je zelo majhna, vendar ima država 80 % dokazanih rezerv v Afriki, kar predstavlja 80 % svetovnih rezerv. Podsaharska Afrika je glavna proizvajalka zlata, saj proizvede do 30 % svetovne proizvodnje. Glavni dobavitelji so Južna Afrika, Gana, Zimbabve, Tanzanija, Gvineja in Mali. Južna Afrika je bila od leta 1905 prva na svetu po proizvodnji zlata, leta 2007 pa se je po podatkih GFMS, svetovalnega podjetja za plemenite kovine, premaknila na drugo mesto. Uran je glavna surovina v regiji. Pomembni dobavitelji so Niger, Namibija in Južna Afrika. Namibija je bila leta 2008 dobavitelj številka ena iz podsaharske Afrike. Regija proizvede 49 % svetovnih diamantov.
Podsaharska Afrika je bila v središču intenzivne tekme za nafto med Zahodom, Kitajsko, Indijo in drugimi državami v vzponu, čeprav ima le 10 % dokazanih rezerv nafte, manj kot Bližnji vzhod. Ta dirka se imenuje drugi boj za Afriko. Vsi razlogi za ta globalni boj izvirajo iz ekonomskih koristi rezerv. Stroški prevoza so nizki in ni treba polagati cevovodov, kot v Srednji Aziji. Skoraj vse rezerve so na morju, zato politični nemiri v državi gostiteljici ne bodo neposredno vplivali na delovanje. Podsaharska nafta je viskozna, z zelo nizko vsebnostjo žvepla. To pospeši proces rafiniranja in učinkovito zmanjša stroške. Novi viri nafte se v podsaharski Afriki pojavljajo pogosteje kot kjer koli drugje. Od vseh novih virov nafte jih je 1⁄3 v podsaharski Afriki.
Podsaharska Afrika je ključni akter na svetovnem trgu mineralov, saj proizvede več kot 70 % svetovnega kobalta in ima približno 50 % svojih rezerv v Demokratični republiki Kongo (DRK). Regija ima tudi znatna nahajališča litija v Zimbabveju, DRK in Maliju.

### Kmetijstvo
Podsaharska Afrika ima večjo raznolikost žit kot kjer koli drugje na svetu. Med 13.000 in 11.000 pr. n. št. so divja žita začeli nabirati kot vir hrane v območju kataraktov Nila, južno od Egipta. Nabiranje divjih žit kot vir hrane se je do 11. tisočletja pr. n. št. razširilo v Sirijo, dele Turčije in Iran. Do desetega in devetega tisočletja so jugozahodni Azijci udomačili svoja divja žita, pšenico in ječmen, potem ko se je ideja o nabiranju divjih žit razširila iz Nila.
V regiji so udomačili številne poljščine, ki so se razširile tudi v druge dele sveta. Med te poljščine so spadali sirek, ricinus, kava, bombaž, okra, črnooki grah, lubenica, buča in biserno proso. Med druge udomačene poljščine so spadali tef, enset, afriški riž, jam, orehi kola, oljna palma in rafija.
Med udomačene živali spadata pegatka in osel.
Kmetijstvo predstavlja od 20 % do 30 % BDP in 50 % izvoza. V nekaterih primerih je v kmetijstvu zaposlenih od 60 % do 90 % delovne sile. Večina kmetijske dejavnosti je samooskrbnega kmetovanja. Zaradi tega je kmetijska dejavnost ranljiva za podnebne spremembe in globalno segrevanje. Trenutno ima podsaharska Afrika degradirana zemljišča, ki pokrivajo milijon kvadratnih kilometrov. Biotehnologija se zavzema za ustvarjanje visoko donosnih, škodljivcem in okolju odpornih pridelkov v rokah malih kmetov. Fundacija Billa in Melinde Gates je močna zagovornica in donatorica tega cilja. Biotehnologija in gensko spremenjeni pridelki so naleteli na odpor tako domačinov kot okoljskih skupin.
Tržni pridelki vključujejo bombaž, kavo, čaj, kakav, sladkor in tobak.
OECD pravi, da ima Afrika potencial, da postane kmetijski superblok, če lahko sprosti bogastvo savan, tako da kmetom omogoči uporabo njihove zemlje kot zavarovanja za kredite. Mednarodno zanimanje za podsaharsko kmetijstvo je tako veliko, da je Svetovna banka v fiskalnem letu 2011 povečala financiranje afriških kmetijskih programov na 1,3 milijarde dolarjev. V zadnjem času se je pojavil trend nakupa velikih zemljišč v podsaharski Afriki s strani držav v razvoju za kmetijsko uporabo. V začetku leta 2009 je George Soros opozoril na novo mrzlico nakupov kmetijskih zemljišč, ki jo povzročajo naraščajoče prebivalstvo, omejene zaloge vode in podnebne spremembe. Kitajski interesi so kupili velike dele Senegala, da bi ga oskrbovali s sezamom. Agresivne poteze Kitajske, Južne Koreje in zalivskih držav za nakup velikih kmetijskih zemljišč v podsaharski Afriki bi lahko kmalu omejil nov globalni mednarodni protokol.

## Infrastruktura
Po mnenju raziskovalcev Inštituta za čezmorski razvoj pomanjkanje infrastrukture v mnogih državah v razvoju predstavlja eno najpomembnejših omejitev za gospodarsko rast in doseganje razvojnih ciljev tisočletja (RCNT). Naložbe v infrastrukturo in njeno vzdrževanje so lahko zelo dragi, zlasti na območjih, kot so celinske, podeželske in redko poseljene države v Afriki.
Naložbe v infrastrukturo so prispevale k rasti Afrike, za ohranjanje rasti in boj proti revščini pa so potrebne večje naložbe. Donosnost naložb v infrastrukturo je zelo pomembna, saj v povprečju znaša 30–40 % donosnost naložb v telekomunikacije (IKT), več kot 40 % donosnost naložb v proizvodnjo električne energije in 80 % donosnost naložb v ceste.
V Afriki naj bi za dosego RCNT naložbe v infrastrukturo dosegle približno 15 % BDP (približno 93 milijard dolarjev na leto). Trenutno se vir financiranja med sektorji precej razlikuje. V nekaterih sektorjih prevladujejo državni izdatki, v drugih čezmorska razvojna pomoč (ODA) in spet tretji zasebni vlagatelji. V podsaharski Afriki država porabi približno 9,4 milijarde dolarjev od skupno 24,9 milijarde dolarjev. Pri namakanju države podsaharske Afrike predstavljajo skoraj vso porabo; v prometu in energetiki večino naložb predstavljajo državni izdatki; pri IKT ter oskrbi z vodo in sanitarijah zasebni sektor predstavlja večino kapitalskih izdatkov. Na splošno pomoč, zasebni sektor in financerji, ki niso člani OECD, presegajo državno porabo. Samo poraba zasebnega sektorja je enaka državnim kapitalskim izdatkom, čeprav je večina osredotočena na naložbe v infrastrukturo IKT. Zunanje financiranje se je povečalo s 7 milijard dolarjev (2002) na 27 milijard dolarjev (2009). Zlasti Kitajska se je izkazala kot pomemben vlagatelj.